# ドルニエ Do R
ドルニエ Do R
ドルニエ Do R4 ズーパーヴァール（1930年7月）
- 用途：旅客飛行艇
- 製造者：ドルニエ
- 運用者：ルフト・ハンザ航空、SANA
- 初飛行：1926年9月
- 生産数：19機

ドルニエ Do R  ズーパーヴァール（Dornier Do R Superwal）は、1920年代のドイツの旅客飛行艇である。

## 開発
Do Rは高い位置で支柱に支えられた大きな1枚の主翼と長い胴体を持つようにDo Jを大型化した機体として開発された。Do Jが双発だったのに対して最初に製作された3機を除く全機が4基のエンジンを備えていた。Do Rは前方キャビンに11名、後方キャビンに8名と合計19名の乗客を搭乗させることができた。

## ドルニエ R 2 ズーパーヴァール
最初のR 2 ズーパーヴァール D-1115は1926年9月30日に初飛行を行った。2基の出力650-HPのロールス・ロイス コンドル-IIIエンジンを主翼上の胴体線上にタンデム配置し、各々で牽引式プロペラと推進式プロペラを駆動した。D-1115は第一次世界大戦後にフリードリヒスハーフェンのマンツェル（Manzell）にあるドルニエ社の工場で製造することのできた大型飛行艇であった。ズーパーヴァールはゼフェラ（Severa）と後にリストのドイツ運輸飛行士学校（DVS）に就役した。この2つの組織はヴェルサイユ条約の制限に違反してドイツが水上機の軍事運用の研究のために設立したものであった。
1927年にはゼフェラ向けに更に2機のR 2 ズーパーヴァールが製作された。Narwalと命名されたD-1255と出力800-HPのパッカード製エンジンを搭載したD-1385は時折ルフト・ハンザ航空で使用され、1936年11月まで就役していた。

## ドルニエ R 4 ズーパーヴァール
1月20日から2月5日にかけてドルニエ社の主任パイロットのリヒャルト・ヴァグナー（Richard Wagner）が新しいR4 Gas uperwalで水上機クラスで12の世界記録を樹立した。この型の機体はノーム・エ・ローヌ製ブリストル ジュピター 星型エンジン（R4 Gas）か出力525-HPのシーメンス製ブリストル ジュピター（R4 Sas）を搭載して更に11機が生産され、1929年/30年からSANAとルフト・ハンザ航空に就役した。
ルフト・ハンザ航空以外では6機のズーパーヴァールがイタリアの航空会社SANAで1930年代初めからイタリア西岸路線とスペインへの路線で定期航空便として使用された。3機の機体が失われ、1934年にはズーパーヴァール I-RUDOがイタリア航空省に就役し、これがイタリアで使用された最後のズーパーヴァールとなった。本機はイソッタ・フラスキーニ製アッソ 500（Asso-500）エンジンを搭載していた。
少なくとも1機のズーパーヴァールが実質的にスペインのCASAで組み立てられた。

## 派生型

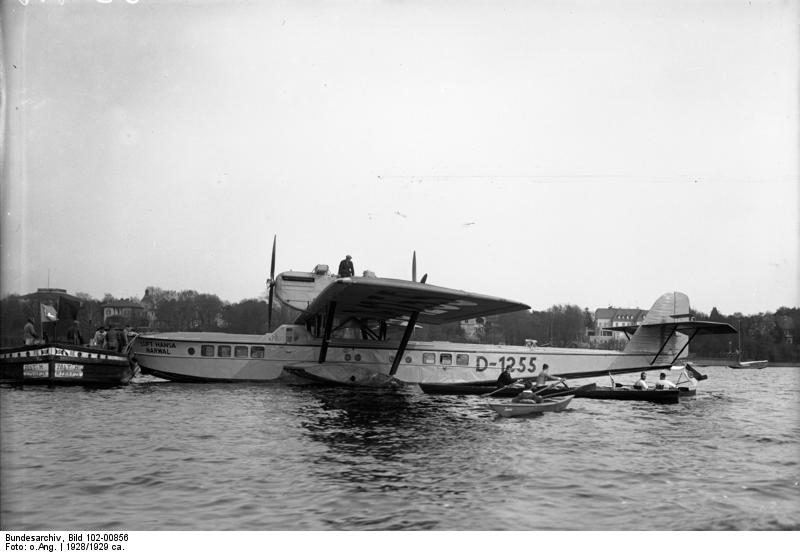
R 2 ズーパーヴァール "D-1255" "Narwal"

R2
2基のロールス・ロイス コンドル-IIIエンジンを搭載した初期型（3機製造）
R4
4基のエンジンで2組の牽引/推進式プロペラを構成した決定版
R4 Gas
ノーム・エ・ローヌ製ブリストル ジュピター 星型エンジンを搭載した型（2機製造）
R4 Nas
ネイピア ライオン エンジンを搭載した型（2機製造）
R4 Sas
シーメンス製ブリストル ジュピター 星型エンジンを搭載した型（10機製造）
R4 Cas
プラット・アンド・ホイットニー R-1690 星型エンジンを搭載した型（2機製造）

## 運用
イタリア王国
- SANA

 ドイツ国
- ルフト・ハンザ航空

## 要目
- 乗員： 4名
- 乗客： 19名

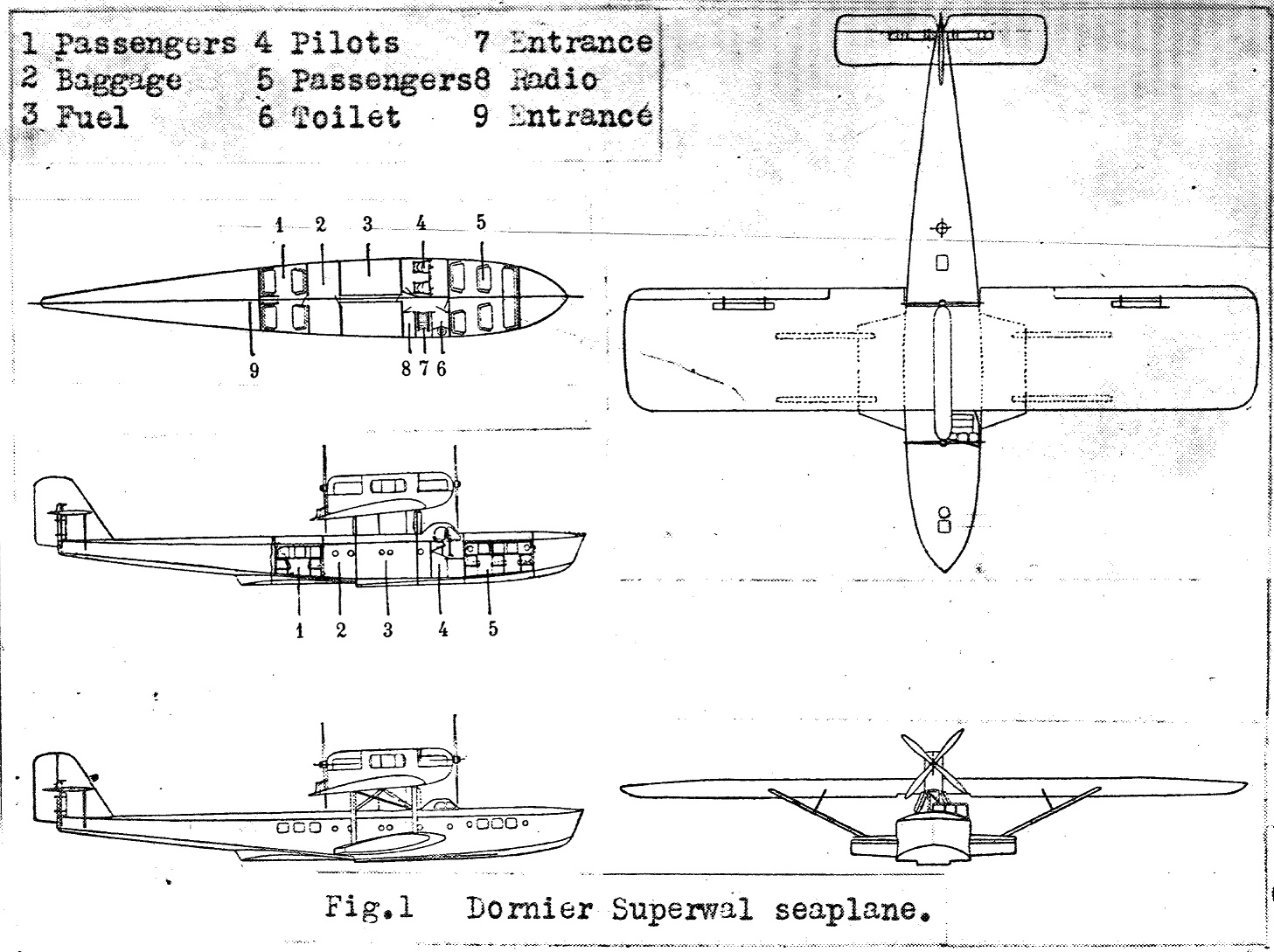
Do R

- 全長：24.60 m (80 ft 9 in)
- 全幅：28.60 m (93 ft 10 in)
- 全高：6.00 m (19 ft 8 in)
- 翼面積：137.0 m2 (1,474 ft2)
- 空虚重量：9,850 kg (21,720 lb)
- 全備重量：14,000 kg (30,900 lb)
- エンジン：4 × ジーメンス ジュピター VI 星型エンジン、360 kW (480 hp)
- 最大速度：210 km/h (130 mph)
- 航続距離：1,500 km (930 miles)
- 巡航高度：1,500 m (4,900 ft)